# 赤岩港站
赤岩港站（日语：／ Akaiwaminato eki */?）是位於宮城縣氣仙沼市赤岩港，東日本旅客鐵道（JR東日本）的氣仙沼線BRT巴士站。
氣仙沼線柳津站至氣仙沼站之間的鐵路服務於2020年4月1日廢止。此巴士站是在BRT化以後才設置，因此不是鐵路車站，此巴士站不會計算在JR東日本車站數目內。

## 歷史
- 2020年（令和2年）3月14日：巴士站啟用[1][2][3]。

## 巴士站構造
巴士站位於一般道路和專用道路交差點的兩邊。其中前谷地方向設有停車灣。
在巴士站設備中，設有上蓋、長椅和巴士位置系統的屏幕。

## 使用狀況
在2019年度（令和元年度），1日平均乘車人次為7人。

## 巴士站周邊
- 三陸自動車道氣仙沼港交匯處（日语：気仙沼港インターチェンジ）
- 氣仙沼冷凍水產加工業協同組合

## 相鄰巴士站
東日本旅客鐵道（JR東日本）
■氣仙沼線BRT
松岩－赤岩港－南氣仙沼

## 注腳
1. ↑   (PDF) (新闻稿). 東日本旅客鐵道盛岡分社、東日本旅客鐵道仙台分社. 2020-01-22  [2020-01-23]. （原始内容存档 (PDF)于2020-01-23） （日语）.
2. ↑  . 河北新報 ONLINE NEWS. 2019-10-10  [2019-11-07]. （原始内容存档于2019-11-07） （日语）.
3. ↑  新「南駅」が供用開始　気仙沼線ＢＲＴの松岩―不動の沢間が専用道 （页面存档备份，存于）（日語）. 三陸新報ONLINE. 2020年3月16日發布, 2020年3月19日參閲.
4. ↑  . 東日本旅客鉄道.   [2020-07-19]. （原始内容存档于2021-01-10） （日语）.

## 外部連結
- 車站資訊（赤岩港）：東日本旅客鐵道（日語）